# Biófilo Panclasta
Vicente Rojas Lizcano (Chinácota, Colômbia, 1879 – Pamplona, Colômbia, 1943), mais conhecido como Biófilo Panclasta, foi um escritor, ativista político e anarquista colombiano. Em 1904, começou a utilizar o pseudônimo pelo qual ficaria conhecido: Biófilo, "amante da vida", e Panclasta, "inimigo de todos". Iniciou suas atividades revolucionárias ao deixar os estudos em 1899, partindo para a Venezuela para participar da Revolução Liberal Restauradora junto ao exército de Cipriano Castro. Teve seus primeiros contatos com a ideologia anarquista em 1906, em Buenos Aires, na Argentina. Desde então, adotou a ideologia anarquista, e ao longo de sua vida esteve em mais de cinquenta países propagando os ideais anarquistas e participando de manifestações operárias e sindicais, nas quais teve contato com personalidades ilustres como Piotr Kropotkin, Máximo Gorki e Lênin.
Nos últimos anos de sua vida, casou-se com Julia Ruiz, uma conhecida cartomante que trabalhava em Bogotá, e passou a dedicar seu tempo livre para escrever periódicos e conceder entrevistas. Faleceu em 1 de março de 1940, aos 63 anos, vítima de um ataque cardíaco.

## Biografia

### Primeiros anos
Filho de Bernardo Rojas e Simona Lizcano, uma mulher operária, Biófilo iniciou seus estudos em Pamplona, cidade próxima a Chinácota. De 1897 até 1898, esteve matriculado na Escuela Normal de Bucaramanga, da qual foi expulso por publicar um pequeno periódico onde se manifestava contra a reeleição do então presidente Miguel Antonio Caro.

### Participação na Revolução Venezuelana
Em 1899, Biófilo deixou os estudos e viajou até a Venezuela, onde junto com Eleazar López Contreras, fundou a primeira Escola Pública na cidade de Capacho Nuevo, capital do município Independencia, em Táchira. No mesmo ano, alistou-se no exército de Cipriano Castro em meio à Revolução Liberal Restauradora, que tinha como objetivo a derrubada do então presidente Ignacio Andrade. Logo, Biófilo começou a viajar pela Venezuela na companhia de outros grupos revolucionários que rondavam as cidades de Trujillo, Portuguesa, Cojedes e Carabobo. Chegou à cidade de Valencia em janeiro de 1900. Em novembro de 1904, chegou à cidade colombiana de Barranquilla como coronel do exército de Cipriano Castro, onde ofereceu suporte às forças colombianas contra os separatistas panamenhos apoiados pelos Estados Unidos.

### Primeiros contatos com o anarquismo
Em 1906, viajou até Buenos Aires, na Argentina, onde teve seus primeiros contatos com o socialismo e o anarquismo, participando de reuniões e escrevendo em periódicos especializados. No mesmo ano, partiu para a Europa como delegado da Federação Operária Regional Argentina (FORA) para um congresso operário em Amsterdã, na Holanda. Entre 1906 e 1908, viajou também para outros países da Europa, entre eles a França, a Itália, a Suíça, a Inglaterra,  a Bélgica, e por fim, a Espanha, de onde foi extraditado em 1908.

### Atividade revolucionária na Colômbia
Em 1908, Biófilo foi extraditado da Espanha a pedido do presidente colombiano Rafael Reyes. Chegou ao Puerto Colombia com planos de seguir para Bogotá, entretanto, decidiu refugiar-se no Panamá, de onde novamente foi extradidato a pedido de Reyes. Foi preso e entregue às autoridades colombianas. Primeiramente, permaneceu preso em Cartagena das Índias (1909) e depois transferido para Barranquilla (1910) e por fim para Bogotá (1911). Alguns periódicos colombianos, como o Maquetas, pediam pena de morte para Biófilo, por considerá-lo um perigo à ordem pública.

### Retorno à Venezuela e prisão em Valencia
Os presos que me viram entrar na cela foram cuidadosos para não tropeçar em meu corpo frio e fraco. Um deles bateu com a mão em meu corpo, que não tremeu, pois eu já havia sofrido muita dor, e ao observar que eu não me movia e nem falava, exclamou, tristemente e baixinho: "eles penduraram este na Delegacia de Polícia e trouxeram-o para morrer aqui".

Biófilo retornou à cidade venezuelana de Valencia em 1914. Lá, foi preso novamente após realizar um discurso em praça pública exaltando os franceses, logo após a eclosão da Primeira Guerra Mundial. Na realidade, Biófilo foi preso por ordens de pessoas ligadas ao presidente Juan Vicente Gómez, que havia sucedido Cipriano Castro, amigo de Panclasta, após um golpe de Estado. Durante os sete anos que esteve preso em Valencia, Biófilo esteve nas mãos dos carcereiros, que fizeram-o passar por diversas privações e sujeitaram-o a trabalhos forçados. Compartilhou seus anos na prisão com diversos presos políticos venezuelanos, muitos dos quais morreram no cárcere. Em 1921, graças a um carcereiro nomeado pelo novo governador do estado de Carabobo, José Antonio Baldó, Biófilo foi transferido para Castillo Libertador, onde foi tratado de maneira mais humana e solto após alguns poucos meses.

### Atividades revolucionárias ao redor do mundo
Em 1923, dois anos após sua saída da prisão de Valencia, Biófilo foi nomeado delegado da Associação Anarquista Mexicana para um congresso em Barcelona. Lá, propôs um projeto de cunho insurrecionário denominado Operación Europa, que consistia na "formação de um comitê internacional encarregado de ordenar, planejar e executar em um mesmo dia o assassinato do czar da Bulgária, dos reis da Inglaterra, da Itália e do Egito, do arcebispo do México, do cardeal-arcebispo de Toledo e de Léon Daudet".
No ano seguinte, viajou para São Paulo a fim de organizar uma greve dos plantadores de café, porém novamente foi preso e mandado para a cidade de Cayena, de onde escapou. A Liga dos Direitos do Homem enviou-o para a ilha de Martinica. Após visitar cinquenta e dois países e ter tido contato com personalidades ilustres do movimento anarquista e socialista, como Piotr Kropotkin, Máximo Gorki e Lênin, Biófilo retornou para a Colômbia. Lá foi novamente preso junto com o sindicalista Raúl Mahecha, na cidade de San Gil. No ano seguinte, em Bogotá, Biófilo fundou o Centro de União e Ação Revolucionária, cujo lema era: "Revolucionários de todos os ideais, uni-vos!".

### Últimos anos
Em 1934, Biófilo Panclasta casou-se com Julia Ruiz, uma conhecida cartomante que trabalhava em Bogotá. Passou a dedicar seu tempo livre para escrever periódicos e conceder entrevistas, assim como para enviar cartas para diversos presidentes da América Latina. Alguns anos depois, em janeiro de 1939, sua companheira faleceu. Um ano depois, Biófilo tentou suicidar-se em Barranquilla, eletrocutando-se com cabos de luz e degolando-se com uma navalha. Em dezembro do mesmo ano, a polícia de Bucaramanga expulsou Biófilo da cidade, por vadiagem e alcoolismo. Em 1 de março de 1943, Biófilo Panclasta morreu no asilo de Pamplona, vítima de um ataque cardíaco.

## Pensamento
As ideias de Biófilo Panclasta acerca do anarquismo foram muito particulares. Em seu pensamento pode-se observar tanto elementos individualistas quanto elementos do anarquismo social, o que pode ser visto em uma série de cartas que Biófilo escreveu na prisão de Barranquilla em 1910. Em um primeiro momento, Biófilo considerou-se um individualista radical, fortemente influenciado por Max Stirner e Friedrich Nietzsche. Para Panclasta, a luta social que travava servia-lhe para mostrar todas as suas capacidades de ação e para fazer-lhe "sentir-se vivo".
Apesar de sua postura individualista, Biófilo chegou a identificar-se com o anarquismo social. As opiniões de Biófilo sobre o anarquismo social e o individualismo radical são coerentes com a sua filosofia, a de alguém que detestava extremos absolutos e que considerava o homem não um ser totalmente social ou individual. Biófilo procurava distanciar-se de qualquer forma de militância política, até mesmo de organizações anarquistas. Em uma conversa registrada com Piotr Kropotkin, Biófilo afirma: "Eu não sou um anarquista, eu sou eu. Eu não deixo uma religião por outra, um partido por outro, um sacrifício por outro. Eu sou um espírito livre, egoísta. Eu faço o que sinto. Eu não tenho nenhuma causa a não ser a minha".
O modo de pensar de Biófilo Panclasta demonstra que, mais do que um homem de ideias, era um homem de ação. Biófilo valia-se da necessidade que tinham os homens de libertar-se da opressão para poder atuar a partir daí; para ele, as organizações eram efetivas somente na prática, não em aspectos programáticos. Para Biófiolo, qualquer organização funcionava baseada em interesses humanos, que ele chamava de "interesses de situação".

## Obras

### Livros
- (1929). Mis prisiones, mis destierros y mi vida. Bogotá. Editora Águila Negra.
- (1932). Siete años enterrado vivo en una de las mazmorras de Gomezuela: Horripilante relato de un resucitado. Bogotá. Editora La Libertad.

### Publicações em periódicos
- (1910). Datos autobiográficos de Panclasta. Periódico El Pueblo, N° 219.
- (1910). Habla Biófilo Panclasta. Periódico Gil Blas, N° 17.
- (1910). En marcha.... Periódico El Pueblo, N° 248.
- (1910). Los crímenes contra el pensamiento. Periódico Nuevo Rumbo, N° 47.
- (1910). Simiente roja. Periódico Nuevo Rumbo, N° 52.
- (1910). Alba roja. Periódico Nuevo Rumbo, N° 52.
- (1912). Y sueños de ambición. Periódico El Domingo, N° 166.
- (1928). Comprimidos psicológicos de los revolucionarios criollos. Periódico Claridad, N° 52, 53, 54, 55 y 56.
- (1928). Yo RATIFICO, no rectifico. Periódico El Socialista, N° 356.
- (1931). Más papista que el Papa. Periódico Gil Blas, N° 6119.
- (1935). Una injusticia: remitido. Periódico La Democracia, Nº 75.
- (1935). Renacimiento. Periódico La Democracia, Nº 91.
- (1935). En Marcha. Periódico El Diario Nacional, Nº 8105.
- (1935). Una injusticia. Periódico La Democracia.
- (1936). La fatalidad de ciertos nombres. Periódico El Diario Nacional, Nº 8112.
- (1936). ¡En marcha! Desde la mesa. Periódico El Diario Nacional, Nº 8119.
- (1940). Recordando lo pasado. Periódico El Deber, Nº 5004.

### Poemas
- (1912). Efímeras. Periódico El Domingo, N° 166.
- (1920). Carcelarias. Periódico Nuevo Rumbo, N° 42.
- (1935). Cómo es Colombia. Periódico La Democracia, Nº 92.